# Chlorotettix convexus
Chlorotettix convexus är en insektsart som beskrevs av Brown 1933. Chlorotettix convexus ingår i släktet Chlorotettix och familjen dvärgstritar. Inga underarter finns listade i Catalogue of Life.